# Be×Boy
Be×Boy (jap. 月刊マガジンビーボーイ, Gekkan Magajin Bībōi) ist ein japanisches Manga-Magazin von Libre Publishing, das sich Geschichten um die Liebe zwischen Männern widmet und an eine weibliche Leserschaft gerichtet ist. Es erscheint seit 1993 – zunächst beim Verlag Biblos und seit dessen Bankrott 2006 vom Nachfolgeverlag. Im Laufe der Zeit entstanden mehrere Ableger von Be×Boy, das daher auch Magazine Be×Boy bezeichnet wird: das zweimonatliche Kurzgeschichtenmagazin Be-Boy Gold, die Anthologien Be-Boy Zip und Be-Boy Love und das Prosa-Magazin Shōsetsu b-Boy. Mitte der 2000er Jahre nannte Jason Thompson es das beliebteste Magazin seines Genres. 2017 kostet eine Ausgabe 600 Yen (knapp 4 Euro).

## Serien (Auswahl)
laufend
- Dakaretai Otoko 1-i ni Odosarete Imasu. von Hashigo Sakurabi
- Finder von Ayano Yamane

abgeschlossen
- Fake von Sanami Matoh
- Gakuen Heaven von You Higuri
- Gerard to Jacques von Fumi Yoshinaga
- Golden Cain von You Asagiri
- Keijijō na Bokura von Toko Kawai
- Kiss Me, Teacher von Kazuma Kodaka
- Kizuna von Kazuma Kodaka
- Kunshu-sama no Koi wa Katte! von Naduki Kōjima
- Kuro no Kishi von Kai Tsurugi
- Love Mode von Yuki Shimizu
- Menkui! von Suzuki Tanaka
- Ohne viele Worte von Hinako Takanaga
- Our Kingdom von Naduki Kōjima
- Play Boy Blues von Shiuko Kano
- Sankaku Mado no Sotogawa wa Yoru von Tomoko Yamashita
- Seikimatsu Darling von Maki Naruto
- Shinobu Kokoro wa von Temari Matsumoto
- Yebisu Celebrities von Kaoru Iwamoto und Shinri Fuwa
- Yellow von Makoto Tateno